# Красногрудь Дмитро Анатолійович
Дмитро́ Анато́лійович Красногру́дь (18 жовтня 1978, Харків — 13 липня 2020, Зайцеве, Бахмутський район, Донецька область) — український військовослужбовець, командир розвідувального взводу 137-го окремого батальйону морської піхоти 35-ї окремої бригади морської піхоти. Позивний «Мир».

## Життєпис
Раніше служив у мотопіхотному батальйоні 93-ї ОМБр «Холодний Яр».
Брав участь у Російсько-українській війні на Сході України, був командиром розвідувального взводу 137-го окремого батальйону 35-ї бригади морської піхоти.
У 93-й бригаді Дмитро був командиром розвідки мотопіхотного батальйону. Влітку 2017 року він розробляв та брав участь в операції, коли було взято в полон російського військового Віктора Агєєва.
Загинув 13 липня 2020 року під час виконання бойових завдань у зоні проведення ООС у районі смт Зайцеве на Донеччині. Зазнав численних скалкових поранень внаслідок вибуху невідомого пристрою. Група з дев'яти військових намагалась евакуювати його тіло, потрапила під обстріл, де загинув бойовий медик та було поранено сержанта. Проте російські війська влаштували засідку, обстріляли представників СЦКК, саперів і групу прикриття. В результаті, загинув військовий медик. Група була одягнена у бронежилети та каски з білими чохлами.
Дмитро загинув 13 липня, а 15-го російські терористи передали його тіло українським військовим.

## Нагороди та відзнаки
- 2020 (посмертно) — орден «За мужність» III ступеня, — за особисту мужність i самовіддані дії, виявлені у захисті державного суверенітету та територіальної цілісності України[7]
- 2019 — медаль «За військову службу Україні»[8]
- 2015 — медаль «Захиснику вітчизни»[9]